# Bilschau
Bilschau (dänisch Bilskov) ist ein Ort in Schleswig-Holstein, der zur Gemeinde Oeversee gehört.

## Lage
Direkt östlich von Bilschau liegt das Dorf Munkwolstrup. Südlich in einer Entfernung von 1,5 Kilometern liegt das Dorf Oeversee. Drei Kilometer nördlich beginnt die Stadtgrenze von Flensburg. Bilschau ist ein Straßendorf, das aus der Straßenverbindung Bilschauer Weg – Am Krug besteht. Den historischen Ortsmittelpunkt bildet der Bilschauer Krug.

## Hintergrund

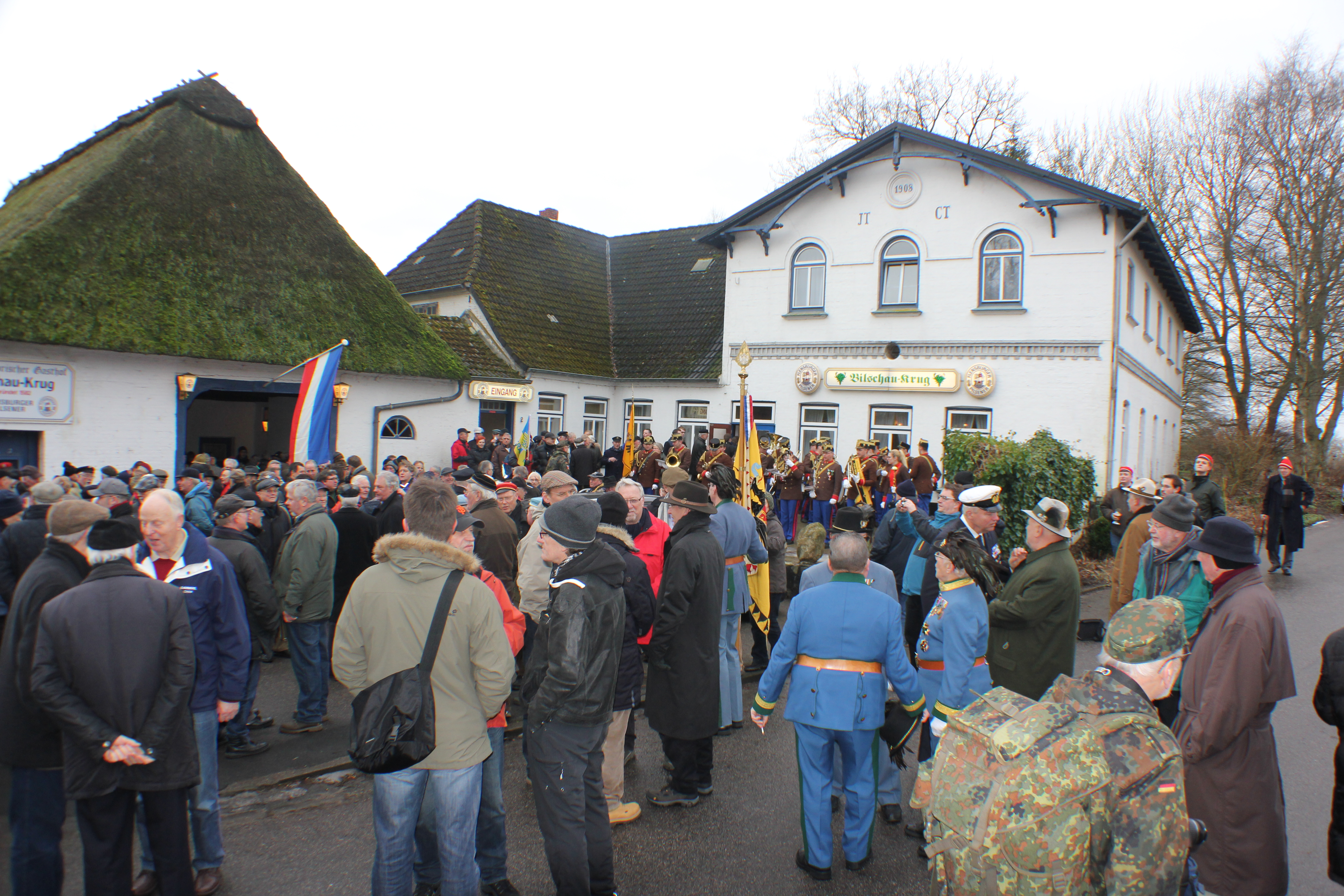
Der Bilschauer Krug während des Oeversee-Marsches im Jahr 2014, dem 150. Oeverseegedenken.

Der Ortsname besteht aus zwei Wortbestandteilen. Beim Wort „Bil“ handelt es sich möglicherweise um den Personennamen „Bil“. Das dänische Wort „skov“, im deutschen „Schau“, bedeutet „Wald“. Das älteste Gebäude des Dorfes ist wohl der Bilschau-Krug, der offenbar schon seit dem 16. Jahrhundert besteht. Während des Deutsch-Dänischen Krieges kam es am 6. Februar 1864 zur Schlacht von Oeversee, bei der auch das Bilschauer Gebiet mit dem Bilschau-Krug zum Schlachtfeld gehörte.
Auf der Landkarte der dänischen Landesaufnahme von 1857/1858 und der Karte der Preußischen Landesaufnahme um 1879 vom südlichen Flensburger Raum war der Ort Bilschau mit mehreren seiner Häuser schon eingezeichnet. 1961 lebten 81 und 1970 128 Menschen in Bilschau. Bilschau gehörte bis in die 1960er und 1970er Jahre hinein offensichtlich zur Gemeinde Munkwolstrup. Zeitgleich mit der Auflösung des Landkreises Flensburg 1974 schloss sich Munkwolstrup mit der Gemeinde Barderup zur neuen Gemeinde Sankelmark zusammen, welche 2008 mit der Gemeinde Oeversee fusionierte, so dass Bilschau heute ebenfalls zur Gemeinde Oversee gehört.